# Ugo Ehiogu
Ugo Ehiogu, all'anagrafe Ugochuku Ehiogu (Hackney, 3 novembre 1972 – Londra, 21 aprile 2017), è stato un calciatore e allenatore di calcio inglese, di ruolo difensore.

## Carriera

### Giocatore

#### Club
Ehiogu iniziò la carriera da professionista a 16 anni nel West Bromwich, squadra con la quale esordì in First Division (non ancora divenuta Premier League). Nel 1991 si trasferì all'Aston Villa, dove rimase per nove anni. Nel novembre 2000, dopo 237 presenze con la maglia del Villa e due Coppe di Lega vinte, si trasferì al Middlesbrough per 8 milioni di sterline. All'inizio della sua esperienza con il Boro fu costretto ad abbandonare il terreno di gioco dopo quattro minuti a causa di un infortunio che lo tenne fuori per vari mesi.
Anche nelle stagioni seguenti Ehiogu fu spesso costretto a fermarsi per infortuni muscolari, che non gli consentirono mai di giocare con continuità. Al termine della stagione 2005-2006, il Boro decise di metterlo sul mercato.
Il 23 novembre 2006 si trasferì in prestito al Leeds per due mesi, dove riconquistò il posto da titolare al centro della difesa segnando anche un gol, oltre a un'autorete.
Il 1º gennaio 2007, alla scadenza del prestito, Ehiogu rescisse il suo contratto con il Middlesbrough e si trasferì ai Rangers in Scottish Premier League. Qui ottenne 9 presenze nella sua unica stagione in Scozia, segnando il gol che regalò ai Rangers la vittoria nel derby contro il Celtic.
Il 18 gennaio 2008 si trasferì in Seconda divisione inglese nelle file dello Sheffield United.

#### Nazionale
Ehiogu ha collezionato 4 presenze nella Nazionale maggiore. Fece il suo esordio nel 1996 in una partita contro l'Italia, e segnò anche un gol nella vittoria per 3-0 contro la Spagna.

### Allenatore
Nel 2013 fu assistente di Peter Taylor sulla panchina dell'Inghilterra Under-20 in occasione del Mondiale di categoria.
Nel 2014 venne nominato allenatore delle giovanili del Tottenham, ruolo che rivestì fino alla morte.

## Morte
Il 20 aprile si sente male e collassa a seguito di un attacco di cuore nel centro sportivo del Tottenham dopo l'allenamento della squadra giovanile. Subito portato in ospedale, muore il 21 aprile 2017 all'età di 44 anni, a darne la notizia è la società inglese del Tottenham con un comunicato apparso sul sito web.

## Statistiche

### Presenze e reti nei club
| Stagione             | Squadra              | Campionato           | Campionato | Campionato | Coppe nazionali | Coppe nazionali | Coppe nazionali | Coppe continentali | Coppe continentali | Coppe continentali | Altre coppe | Altre coppe | Altre coppe | Totale | Totale |
| Stagione             | Squadra              | Comp                 | Pres       | Reti       | Comp            | Pres            | Reti            | Comp               | Pres               | Reti               | Comp        | Pres        | Reti        | Pres   | Reti   |
| -------------------- | -------------------- | -------------------- | ---------- | ---------- | --------------- | --------------- | --------------- | ------------------ | ------------------ | ------------------ | ----------- | ----------- | ----------- | ------ | ------ |
| 1990-1991            | West Bromwich        | SD                   | 2          | 0          | FACup+CdL       | 0+0             | 0               | -                  | -                  | -                  | -           | -           | -           | 2      | 0      |
| 1991-1992            | Aston Villa          | FD                   | 8          | 0          | FACup+CdL       | 1+0             | 0               | -                  | -                  | -                  | FmC         | 1           | 0           | 10     | 0      |
| 1992-1993            | Aston Villa          | PL                   | 4          | 0          | FACup+CdL       | 1+0             | 0               | -                  | -                  | -                  | -           | -           | -           | 5      | 0      |
| 1993-1994            | Aston Villa          | PL                   | 17         | 0          | FACup+CdL       | 1+1             | 0               | -                  | -                  | -                  | -           | -           | -           | 19     | 0      |
| 1994-1995            | Aston Villa          | PL                   | 39         | 3          | FACup+CdL       | 2+3             | 0               | CU                 | 4                  | 1                  | -           | -           | -           | 48     | 4      |
| 1995-1996            | Aston Villa          | PL                   | 36         | 1          | FACup+CdL       | 5+8             | 0+1             | -                  | -                  | -                  | -           | -           | -           | 49     | 2      |
| 1996-1997            | Aston Villa          | PL                   | 38         | 3          | FACup+CdL       | 3+2             | 1+0             | CU                 | 2                  | 0                  | -           | -           | -           | 45     | 4      |
| 1997-1998            | Aston Villa          | PL                   | 37         | 2          | FACup+CdL       | 4+1             | 0               | CU                 | 6                  | 0                  | -           | -           | -           | 48     | 2      |
| 1998-1999            | Aston Villa          | PL                   | 25         | 2          | FACup+CdL       | 2+1             | 0               | CU                 | 3                  | 0                  | -           | -           | -           | 31     | 2      |
| 1999-2000            | Aston Villa          | PL                   | 31         | 1          | FACup+CdL       | 6+7             | 0               | -                  | -                  | -                  | -           | -           | -           | 44     | 1      |
| ago. 2000            | Aston Villa          | PL                   | 2          | 0          | FACup+CdL       | -               | -               | Int                | 2                  | 0                  | -           | -           | -           | 4      | 0      |
| Totale Aston Villa   | Totale Aston Villa   | Totale Aston Villa   | 237        | 12         |                 | 48              | 2               |                    | 17                 | 1                  |             | 1           | 0           | 303    | 15     |
| 2000-2001            | Middlesbrough        | PL                   | 21         | 3          | FACup+CdL       | 3+0             | 0               | -                  | -                  | -                  | -           | -           | -           | 24     | 3      |
| 2001-2002            | Middlesbrough        | PL                   | 29         | 1          | FACup+CdL       | 2+2             | 1+0             | -                  | -                  | -                  | -           | -           | -           | 33     | 2      |
| 2002-2003            | Middlesbrough        | PL                   | 32         | 3          | FACup+CdL       | 0+0             | 0               | -                  | -                  | -                  | -           | -           | -           | 32     | 3      |
| 2003-2004            | Middlesbrough        | PL                   | 16         | 0          | FACup+CdL       | 1+2             | 0               | -                  | -                  | -                  | -           | -           | -           | 19     | 0      |
| 2004-2005            | Middlesbrough        | PL                   | 10         | 0          | FACup+CdL       | 1+1             | 0               | -                  | -                  | -                  | -           | -           | -           | 12     | 0      |
| 2005-2006            | Middlesbrough        | PL                   | 18         | 0          | FACup+CdL       | 3+2             | 0               | CU                 | 7                  | 0                  | -           | -           | -           | 30     | 0      |
| 2006-gen. 2007       | Middlesbrough        | PL                   | 0          | 0          | FACup+CdL       | 1+0             | 0               | -                  | -                  | -                  | -           | -           | -           | 1      | 0      |
| Totale Middlesbrough | Totale Middlesbrough | Totale Middlesbrough | 126        | 7          |                 | 18              | 1               |                    | 7                  | 0                  |             | -           | -           | 151    | 8      |
| nov.-dic. 2006       | Leeds                | FLC                  | 6          | 0          | FACup+CdL       | -               | -               | -                  | -                  | -                  | -           | -           | -           | 6      | 0      |
| gen.-giu. 2007       | Rangers              | SPL                  | 9          | 1          | SC+CdL          | -               | -               | CU                 | 2                  | 0                  | -           | -           | -           | 11     | 1      |
| 2007-gen. 2008       | Rangers              | SPL                  | 0          | 0          | SC+CdL          | 0+1             | 0               | UCL+CU             | 0                  | 0                  | -           | -           | -           | 1      | 0      |
| Totale Rangers       | Totale Rangers       | Totale Rangers       | 9          | 1          |                 | 1               | 0               |                    | 2                  | 0                  |             | -           | -           | 12     | 1      |
| gen.-giu. 2008       | Sheffield Utd        | FLC                  | 10         | 0          | FACup+CdL       | -               | -               | -                  | -                  | -                  | -           | -           | -           | 10     | 0      |
| 2008-2009            | Sheffield Utd        | FLC                  | 16         | 1          | FACup+CdL       | 0+1             | 0               | -                  | -                  | -                  | -           | -           | -           | 17     | 1      |
| Totale Sheffield Utd | Totale Sheffield Utd | Totale Sheffield Utd | 26         | 1          |                 | 1               | 0               |                    | -                  | -                  |             | -           | -           | 27     | 1      |
| Totale carriera      | Totale carriera      | Totale carriera      | 406        | 22         |                 | 68              | 3               |                    | 26                 | 1                  |             | 1           | 0           | 501    | 26     |

### Cronologia presenze e reti in Nazionale
| Cronologia completa delle presenze e delle reti in nazionale ― Inghilterra | Cronologia completa delle presenze e delle reti in nazionale ― Inghilterra | Cronologia completa delle presenze e delle reti in nazionale ― Inghilterra | Cronologia completa delle presenze e delle reti in nazionale ― Inghilterra | Cronologia completa delle presenze e delle reti in nazionale ― Inghilterra | Cronologia completa delle presenze e delle reti in nazionale ― Inghilterra | Cronologia completa delle presenze e delle reti in nazionale ― Inghilterra | Cronologia completa delle presenze e delle reti in nazionale ― Inghilterra |
| Data                                                                       | Città                                                                      | In casa                                                                    | Risultato                                                                  | Ospiti                                                                     | Competizione                                                               | Reti                                                                       | Note                                                                       |
| -------------------------------------------------------------------------- | -------------------------------------------------------------------------- | -------------------------------------------------------------------------- | -------------------------------------------------------------------------- | -------------------------------------------------------------------------- | -------------------------------------------------------------------------- | -------------------------------------------------------------------------- | -------------------------------------------------------------------------- |
| 23-5-1996                                                                  | Pechino                                                                    | Cina                                                                       | 0 – 3                                                                      | Inghilterra                                                                | Amichevole                                                                 | -                                                                          | 77’                                                                        |
| 28-2-2001                                                                  | Birmingham                                                                 | Inghilterra                                                                | 3 – 0                                                                      | Spagna                                                                     | Amichevole                                                                 | 1                                                                          | 46’                                                                        |
| 15-8-2001                                                                  | Londra                                                                     | Inghilterra                                                                | 0 – 2                                                                      | Paesi Bassi                                                                | Amichevole                                                                 | -                                                                          | 50’                                                                        |
| 27-3-2002                                                                  | Leeds                                                                      | Inghilterra                                                                | 1 – 2                                                                      | Italia                                                                     | Amichevole                                                                 | -                                                                          | 46’                                                                        |
| Totale                                                                     |                                                                            | Presenze                                                                   | 4                                                                          |                                                                            | Reti                                                                       | 1                                                                          |                                                                            |

## Palmarès

### Club

#### Competizioni nazionali
- Coppa di Lega inglese: 3

Aston Villa: 1993-1994, 1995-1996
Middlesbrough: 2003-2004